# Пограбування казино
«Пограбування казино» (англ. Killing Them Softly) — американський кримінальний трилер 2012 року режисера Ендрю Домініка, що також виступає в ролі сценариста стрічки. За сюжетом, заснованому на романі Джорджа Гіґґінса 1974 року, головного героя наймають для ліквідації наслідків пограбування членів мафії в покерній грі, яке підірвало всю кримінальну економіку. Окрім Бреда Пітта, який виконує головну роль, у фільмі також знялися Скут Макнейрі, Бен Мендельсон, Річард Дженкінс, Джеймс Гандольфіні, Рей Ліотта та Сем Шепард.
Прем'єра фільму відбулася 22 травня 2012 року на Каннському кінофестивалі, де він змагався за отримання головного призу. 30 листопада і 18 жовтня стрічка вийшла в прокат у США й Україні відповідно. Їй вдалося отримати переважно позитивні відгуки оглядачів і заробити майже 38 млн доларів при бюджеті в 15 млн. 

## Сюжет
Під час підпільної гри у покер скоєно пограбування. Загроза зависла над всім злодійським співтовариством. Ділки мафії розраховують, що Джекі Коґан знайде винних. Проте, обертаючись серед нерішучих замовників, шахраїв, втомлених вбивць і тих, хто спланував справу, навіть йому важко зберігати контроль над ситуацією.

## У ролях
| Актор              | Персонаж                              | Роль                                         |
| ------------------ | ------------------------------------- | -------------------------------------------- |
| Бред Пітт          | Джекі Коґан (англ. Jackie Cogan)      | найманий вбивця                              |
| Скут Макнейрі      | Френкі (англ. Frankie)                | колишній діловий партнер                     |
| Бен Мендельсон     | Рассел (англ. Russell)                | австралієць, наркоман, психічно нестабільний |
| Річард Дженкінс    | водій (англ. Driver)                  | посланець мафії                              |
| Джеймс Гандольфіні | Мікі (англ. Mickey)                   | ще один професійний найманий вбивця          |
| Рей Ліотта         | Маркі Третмен (англ. Markie Trattman) | власник підпільного покерного закладу        |
| Сем Шепард         | Діллон (англ. Dillon)                 |                                              |

## Критика
Фільм отримав загалом позитивні відгуки: Rotten Tomatoes дав оцінку 76 % на основі 200 відгуків від критиків і 50 % від глядачів із середньою оцінкою 3,1/5, Internet Movie Database — 6,5/10 (39 568 голосів), Metacritic — 64/100 (42 відгуки) і 5,8/10 від глядачів.

## Касові збори
Під час показу протягом першого тижня фільм зібрав $6,812,900, що на той час дозволило йому зайняти 7 місце серед усіх прем'єр. Показ тривав 49 днів (7 тижнів) і закінчився 17 січня 2013 року. Фільм зібрав у прокаті у США $14,947,716, а у світі — $20,557,184, тобто $35,504,900 загалом при бюджеті $15 млн.

## Про фільм

### Цікаві факти[9]
- Герой Річарда Дженкінса (водій, посланець мафії) у картині ніколи не стоїть: він сидить або у машині, або за барною стійкою.
- Це перший фільм, де використовується кіноплівка Kodak 500T 5230.

### Ляпи[10]
- Події фільму відбуваються 2008 року, проте в одній із сцен помітно автівку Mazda 2009 (або пізніше) року випуску.
- Коли Мікі і Джекі разом п'ють у барі, Мікі випиває одну склянку пива, а в наступній сцені помітно, що вона наполовину повна.